# زاویه، لاچین
زاویه (ترکی آذربایجانی: Zeyvə) یک منطقهٔ مسکونی در جمهوری آرتساخ است که در استان کاشاتاق واقع شده‌است.
نام زاویه در عربی و فارسی به معنی گوشه و خانقاه درویشان است.